# Demòcrates per Andorra
Demòcrates per Andorra (DPA; deutsch Demokraten für Andorra) ist eine politische Partei in Andorra.

## Geschichte
Sie wurde 2011 in Form eines Wahlbündnisses als Nachfolgerin der Coalició Reformista gegründet. Nach der Parlamentswahl 2011 wurde das Wahlbündnis in eine Partei umgewandelt. Bei den Demòcrates per Andorra haben sich Politiker der Partit Reformista d’Andorra Partit Liberal d’Andorra, Nou Centre und einzelne Sozialdemokraten zusammengefunden.
Bei der Wahl am 3. April 2011 gewannen die Demòcrates per Andorra 55,2 % der Stimmen und erhielten 20 der 28 Mandate im Generalrat der Täler (Consell General de les Valls), dem andorranischen Parlament. Der Parteivorsitzende Antoni Martí wurde zum Ministerpräsidenten gewählt. Bei der Wahl am 3. März 2015 gewann die Partei 17 der 28 Mandate im Generalrat der Täler.

## Wahlergebnisse
| Jahr                | Stimmen | Anteil | Mandate | Platz |
| ------------------- | ------- | ------ | ------- | ----- |
| Parlamentswahl 2011 | 8.553   | 55,2   | 20 / 28 | 1.    |
| Parlamentswahl 2015 | 5.662   | 37,0 % | 15 / 28 | 1.    |
| Parlamentswahl 2019 | 6.248   | 35,1 % | 11 / 28 | 1.    |